# Alejandro Lyons
Alejandro José Lyons Muskus (Sahagún, 25 de abril de 1981) es un abogado y político colombiano, exgobernador del departamento de Córdoba, actualmente envuelto en múltiples hechos de corrupción en Colombia. 
Lyons Muskus se alió con Bernardo "Ñoño" Elías Vidal y Musa Besaile, y asignó contratos de regalías por COP$ 65 mil millones de pesos con el Fondo de Innovación, Ciencia y Tecnología que nunca se ejecutaron, pero el dinero terminó en testaferros de Lyons, Elías y Besaile. Este, sumado a otros contratos sumarian un desfalco al departamento de Córdoba por COP$ 500 mil millones de pesos, contratos a los que les habrían cobrado a contratistas comisiones del 30 por ciento. La red de contratistas incluyen como beneficiarios a familiares de Lyons, Elías y Besaile, además de grupos políticos aliados y amigos en Córdoba.
Lyons ha acumulado más de 20 procesos por corrupción en Colombia que acumulan un desfalco de COP$ 107 mil millones de pesos, y en 2017 se fue a Estados Unidos con su familia, donde empezó a colaborar con las autoridades de ese país como "informante", y ayudó a descubrir la red de corrupción en la justicia colombiana conocido como el cartel de la toga. El 5 de diciembre de 2018, la Procuraduría General de la Nación destituyó e inhabilitó por 15 años para ocupar cargos públicos a Lyons.
Su amigo, cómplice y socio Sami Spath, encargado de la desviación y distribución del dinero producto de la corrupción fue capturado en Italia, el 12 de mayo de 2018, mediante circular roja de Interpol.

## Familia
Alejandro es hijo de Alejandro Eugenio Lyons De la Espriella y Luz Helena Muskus García. Es primo hermano de Sara Piedrahíta Lyons, quien ha sido representante a la Cámara por el departamento de Córdoba.
Lyons contrajo matrimonio en octubre de 2013 con Johanna Elías Vidal, de cuya unión nacieron tres hijas: Sara, Elena y Elisa Lyons Elías. Johanna es hermana del político Bernardo "Ñoño" Elías Vidal.
A Lyons lo han relacionado sentimentalmente con Marcela Rendón Cabrales, quien fue novia del narcoparamilitar Carlos Mario Jiménez alias "Macaco".
Alejandro Lyons es primo del abogado Luis Ignacio Lyons España, quien estuvo involucrado en el caso de sobornos y corrupción conocido como el cartel de la toga.

## Educación
Muskus estudió Derecho en la Universidad Externado y obtuvo una especialización en Derecho Procesal Penal. Tiene estudios en Derechos Constitucionales y Contratación Estatal.

## Abogado de parapolíticos
Tras graduarse Muskus practicó el Derecho (abogado litigante) en Bogotá. Varios de sus clientes estuvieron involucrados en el escándalo de la Parapolítica, en el que políticos y funcionarios públicos realizaron alianzas con grupos paramilitares al margen de la ley de las Autodefensas Unidas de Colombia (AUC).
Entre sus clientes estuvo el exgobernador del departamento de Sucre, Salvador Arana, quien terminó condenado a 40 años de prisión por ser el autor intelectual del homicidio del exalcalde de El Roble (Sucre), Tito Díaz.

## Trayectoria política

### Gobernador de Córdoba (2012-2015)
Lyons fue elegido en las elecciones regionales de Colombia de 2011 a la gobernación de Córdoba con el apoyo del Partido de la U en su departamento; los senadores Bernardo Elías, Musa Besaile, la exsenadora Zulema Jattin, Margarita Andrade, Martín Morales Diz y el excongresista Miguel De La Espriella. Lyons consiguió una votación de más de 341.000 votos. Sus seguidores comenzaron a ser llamados los "Lyonistas".
Se enfrentó al poderoso clan liberal de los López Cabrales, liderada por el excongresista Juan Manuel López Cabrales, y su esposa, la senadora Arleth Casado.
Debido a los escándalos de corrupción con Elías y Besaile, Lyons intentó distanciarse y crear alianzas con las senadoras Nora García, Arleth Casado y Yamina Pestana, además de reajustar su gabinete departamental.
Al inicio de su gestión en la gobernación de Córdoba, según el medio Las2orillas, Lyons llegó a ser considerado el "segundo mejor gobernador" de Colombia", y al terminar se le consideró entre los gobernantes más corruptos de Córdoba, según Revista Semana.

#### Gabinete
Las siguientes fueron las personas que integraron el gabinete de secretarios departamentales en la administración departamental de Lyons en el Palacio de Naín:
- Primera Gestora: Johanna Elías Vidal - Luz Helena Muskus García - María Mercedes Muskus García - Johanna Elías Vidal.[22]
- Secretaría General: Carlos Gómez Espitia.
- Secretaría del interior y Participación Ciudadana: Jhon Moisés Besayle, alias "Jonny Besaile" (2012-2014).
- Secretaría de Desarrollo Económico: Gerardo Rodríguez.
- Secretaría de Infraestructura: Carlos Angulo Martínez.[23]
- Secretaría de Gestión Administrativa: Elizabeth Calume (2014-2015).[23]
- Secretaría de Salud: Alexis José Gaines Acuña (2012-2013) - Alfredo Aruachán Narváez (2013-2014) - Edwin Preciado Lorduy (2014-2015).[24][25]
- Secretaria de Mujer, Género y Desarrollo Social: Everlides Morales Aleán (2012-2014) - Lisbeth Gil Betruz (2014) - Sandra Gómez (2014-2015).
- Secretaría de la juventud: Neill Badel Hoyos.
- Departamento Administrativo de Planeación: Fabio Pineda Contreras - Guillermo Aleán Madrid - Feliberto Segundo Sáenz Sierra (2014-2015).
- Director de Regalías: Jairo Zapa Pérez (2012-2014) - .
- Director de Personal: Feliberto Segundo Sáenz Sierra (2012-2014) - Regina González (2014-2015).
- Secretario Privado: Carlos Gómez Espitia (2012-2014).[26][27]

#### Concesión del Chance en Córdoba a testaferro de Mancuso
El gobernador Lyons entregó la concesión del Chance (apuestas) en Córdoba a un individuo llamado Pedro Ghisays Chadid, que era identificado por la Fiscalía General como un testaferro del jefe narcoparamilitar Salvatore Mancuso de las Autodefensas Unidas de Colombia (AUC) y el Bloque Norte de las AUC.

#### Desfalco a las regalías de Córdoba
La administración de Lyons Muskus realizó la adjudicación de cuatro convenios de cooperación para ciencia y tecnología por COP$ 85.700 millones de pesos, financiados con recursos del Sistema General de Regalías y autorizados en los Órgano Colegiado de Administración y Decisión (OCAD).

#### Cartel de la educación
En la administración departamental de Muskkus también fueron desfalcados COP$ 30 mil millones de pesos destinados al Fondo de Pensiones del Magisterio.

#### Cartel de la hemofilia, sida y de las terapias
Como gobernador de Córdoba, Lyons autorizó un contrato en el que fueron desembolsados COP$ 44 mil millones de pesos de la gobernación a Instituciones Prestadoras de Salud (IPS) inexistentes para realizar tratamientos para pacientes de alto costo que padecía hemofilia, sin embargo, los pacientes que registraron resultaron inexistentes o no padecían las enfermedades reportadas, y cobraban el dinero para medicamentos no contemplados en el Plan Obligatorio de Salud (POS).
En el escándalo resultaron involucrados los secretarios de salud de su administración Alexis José Gaines Acuña, Alfredo Aruachán Narváez, Edwin Preciado Lorduy. la representante legal de Funtierra Rehabilitación Limitada de Servicios Médicos, Tania Otero; y el auditor médico Juan David Náder Chejne.
El escándalo de corrupción en la salud continuó en la gobernación de Edwin Besaile con sus funcionarios.

#### Homicidio de Jairo Zapa Pérez
Lyons es investigado por el asesinato en 2014 de Jairo Zapa Pérez, el entonces Director de Regalías del departamento de Córdoba, y quien fue el cerebro de conseguir presupuestos para todos los proyectos usando los estándares de Planeacion Nacional para que fueran aprobados. Zapa era Ingeniero Civil de la Universidad Nacional de Colombia Sede Medellín.
El testimonio de Jaime Agámez ante la justicia acusó a Lyons de haber "supervisado personalmente el asesinato" de Zapa. Agámez due enviado a la cárcel en relación con el desfalco de la educación en Córdoba orquestada por Lyons, y aseguró que Lyons le había ofrecido COP$ 1.000 millones de pesos por cada año que permaneciera callado en la cárcel.
Uno de los autores materiales del crimen de Zapa habría sido un individuo llamado Jesús Henao, contratista de la gobernación, quien fue enviado a la misma cárcel que Agámez y le contó detalles del crimen de Zapa. Agámez trabajaba en proyectos agroindustriales y habría estado presionando al entonces director de regalías de Córdoba Jairo Zapa para que minimizara los requisitos para el desembolso de varios millones para sus proyectos. Según Agámez, una vez asesinado, el cuerpo de Zapa habría sido transportado en un vehículo oficial de la gobernación de Córdoba, y luego enterrado en cercanías de una finca del padre del gobernador Lyons, Alejandro Eugenio Lyons De la Espriella. Agámez luego apareció muerto en prisión.
También aparece involucrado en el crimen como determinador el exintegrante del Bloque Centauros de las AUC, Joyce Hernández, quien habría estrangulado a Zapa. Las autoridades colombianas lograron capturar a Hernández el 1 de mayo del 2014 y tres meses después confesó su participación el asesinato.
Según versiones del exparamilitar Hernández, el 27 de marzo del 2014 Zapa fue invitado a una reunión por el contratista Jesús Henao en una casa del barrio La Castellana de Montería, y desde este momento Zapa no apareció, hasta que su cadáver fue encontrado 5 meses después< Siendo reo y como parte de su confesión, Hernández llevó a los investigadores al paraje donde estaba el cadáver al lado de la quebrada La Cárcel, a tan solo 40 metros de la finca Milán, propiedad del padre de Lyons, Alejandro Eugenio Lyons De la Espriella.
Lyons podría ser condenado a pagar 40 años si la justicia comprueba su participación en el crimen, pero el proceso se ha dilatado por la permanencia de Lyons en Estados Unidos.

## Captura de testaferros
El 5 de noviembre de 2018, el padre de Lyons, Alejandro Eugenio Lyons De la Espriella fue capturado por unidades del CTI de la Fiscalía y el Gaula Militar en Montería y Sahagún, y fue luego procesado y enviado a la cárcel Las Mercedes de Montería, bajo cargos de "enriquecimiento ilícito y lavado de activos". Las autoridades recuperaron 12 propiedades y hallanaron una sociedad comercial por un monto de COP$ 18.500 millones de pesos.
Su amigo, cómplice y socio, el ciudadano colombo-italiano Sami Spath, encargado de la desviación y distribución del dinero producto de la corrupción fue capturado en Italia, el 12 de mayo de 2018, mediante circular roja de Interpol emitida por la justicia colombiana el 4 de mayo del mismo año. Spath fue el encargado de pasar los dineros robados por Lyons a Musa Besayle, producto de sus acuerdos delincuenciales. Fue apodado "el hombre del maletín" o "el hombre de la tula". Spath también fue testigo presencial de cómo Lyons y Musa Besayle organizaron pacas de dinero para pagarle a los magistrados del cartel de la toga, Leonidas Bustos y Francisco Ricaurte.

## Estancia en Estados Unidos y Cartel de la toga
Lyons Muskus y su esposa Johanna Elías Vidal viajaron a la ciudad de Miami, Estados Unidos el 26 de abril de 2017 debido a que Johanna se encontraba en estado de embarazo con su tercer hijo y presentaba complicaciones. En estos momentos Lyons tenía una imputación de cargos pendiente como consecuencia del desfalco a su departamento en el manejo de regalías y el Cartel de la hemofilia. Lyons estaba siendo extorsionado por el entonces fiscal anticorrupción, Luis Gustavo Moreno y su socio el abogado cordobés Leonardo Luis Pinilla, por lo que Lyons denunció el hecho ante las autoridades de Florida. Moreno y Pinilla estaban involucrados en el Cartel de la toga, cartel que recibía sobornos para cambiar procesos en las altas cortes colombianas. Moreno fue acusado de cohecho luego de alterar los procesos legales por corrupción que la justicia colombiana le seguía al exgobernador Lyons Muskus por irregularidades en la contratación departamental y el desfalco a las regalías. Moreno y Pinilla viajaron a Miami para recibir USD$ 10 mil dólares en un sobre por parte de Muskus, y todo quedó registrado por las autoridades americanas.
La ayuda de Lyons sirvió para que Moreno y Pinilla fueran luego capturados en Colombia se destapara el cartel de la toga, y luego extraditados a Estados Unidos por extorsión. La cooperación de Lyons terminó con la captura del expresidente de la Corte Suprema Francisco Javier Ricaurte, el expresidente de la Corte Supre, Leonidas Bustos y el actual magistrado Gustavo Malo Fernández.
El 1 de agosto de 2019 agentes de migración de Estados Unidos detuvieron a Lyons y le retiraron su estatus de "informante", y su estatus migratorio cambió, por lo que podría ser deportado a Colombia para enfrentar su condena de 5 años de cárcel y multa de COP$ 4 mil millones.

## Amenazas de muerte
Lyons y su familia fueron amenazados de muerte "mediante panfletos, notas y obituarios anónimos que han hecho llegar a familiares" según la Fiscalía General colombiana.
Las autoridades informaron que las amenazas se debían a los testimonios que Lyons había dado a las autoridades estadounidenses sobre el cartel de la toga y los grupos involucrados en el reparto de regalías y corrupción en Córdoba.

## Negociaciones con la justicia colombiana
Desde 2017 Lyons permanecía en Estados Unidos y negocia mediante abogados con la justicia colombiana su regreso a Colombia, la posibilidad de obtener una posible reducción de pena a solo 5 años de prisión en Colombia por sus actos de corrupción, además de devolver COP$ 4 mil millones de pesos.
Durante su estancia en Estados Unidos, Lyons pidió asilo político alegando persecución de la justicia colombiana.
El 2 de agosto de 2019, el Embajador de Colombia en Estados Unidos, Francisco Santos Calderón, confirmó ante medios de comunicación que Lyons estaba en poder de las autoridades estadounidenses y sería deportado.